# 1683 Castafiore
1683 Castafiore este un asteroid din centura principală, descoperit pe 19 septembrie 1950, de astronomul belgian Sylvain Arend.

## Denumirea asteroidului
Asteroidul a primit numele personajului Bianca Castafiore (pe scurt, Castafiore), din seria de benzi desenate Aventurile lui Tintin.

## Caracteristici
1683 Castafiore prezintă o orbită caracterizată de o semiaxă majoră egală cu 2,7330264 u.a. și de o excentricitate de 0,1796790, înclinată cu 12,50048° față de ecliptică.
Distanța sa Minimă de Intersecție cu Orbita Pământului este de  1,235100 u.a.
Parametrul său Tisserand este de 3,295.